# Condado de Churchill
El condado de Churchill (en inglés: Churchill County) fundado en 1864 es un condado en el estado estadounidense de Nevada. En el 2007 el condado tenía una población de 27,190 habitantes. La sede del condado es Fallon.

## Geografía
Según la Oficina del Censo, el condado tiene un área total de 13 010 km² (5023,2 mi²), de la cual 243 km² (93,8 mi²) (1.88%) es agua.

## Demografía
Según el censo en 2000, hubo 23,982 personas, 8,912 hogares, y 6,461 familias residiendo en el condado. La densidad poblacional era de 2 km² (0,8 mi²). En el 2000 había 9,732 unidades unifamiliares en una densidad de 1 km² (0,4 mi²). La demografía del condado era de 84.20% blancos, 1.60% afroamericanos, 4.78% amerindios, 2.71% asiáticos, 0.23% isleños del Pacífico, 3.22% de otras razas y 3.27% de dos o más razas. 8.66% de la población era de origen hispano o latino de cualquier raza. 85.1% de la población hablaba inglés y 6.1% español en casa como lengua materna.
La renta per cápita promedia del condado era de $40,808, y el ingreso promedio para una familia era de $46,624. En 2000 los hombres tenían un ingreso per cápita de $36,478 versus $$25,000 para las mujeres. El ingreso per cápita para el condado era de $19,264 y el 8.70% de la población estaba bajo el umbral de pobreza nacional.

## Ciudades y pueblos
- Dixie Valley
- Eastgate
- Fallon
- Fallon Station
- Hazen
- Lahontan
- Middlegate
- Nevada City
- Salt Wells
- Stillwater
- White Cloud City